# Sengouagnet
Sengouagnet település Franciaországban, Haute-Garonne megyében. Lakosainak száma 225 fő (2022. január 1.). Sengouagnet Arguenos, Aspet, Boutx, Izaut-de-l’Hôtel, Juzet-d’Izaut, Milhas és Razecueillé községekkel határos.

## Népesség
A település népessége az elmúlt években az alábbi módon változott:
| Lakosok száma | 223  | 215  | 236  | 221  | 214  | 209  | 206  | 215  | 219  | 225  |
|               | 1968 | 1982 | 1990 | 2006 | 2013 | 2015 | 2017 | 2019 | 2020 | 2022 |